# Merlot
Merlot là một loại nho rượu vang màu xanh đậm, được sử dụng như một loại nho pha trộn và cho các loại rượu vang đa dạng. Cái tên Merlot được cho là một từ giảm nhẹ, tên tiếng Pháp của loài hoét đen, có lẽ là một tham chiếu đến màu của quả nho. Sự mềm mại của nó và "nhiều cùi", kết hợp với việc loại nho này chín trước đó của nó, làm cho Merlot một loại nho phổ biến để pha trộn với Sterner, sau này chín Cabernet Sauvignon, có xu hướng cao hơn trong tannin.
Cùng với Cabernet Sauvignon, Cabernet Franc, Malbec và Petit Verdot, Merlot là một trong những loại nho chính được sử dụng trong rượu vang Bordeaux, và nó là loại nho được trồng phổ biến nhất ở vùng rượu vang Bordeaux. Merlot cũng là một trong những giống rượu vang đỏ phổ biến nhất ở nhiều thị trường. Sự linh hoạt này đã giúp biến nó trở thành một trong những giống nho trồng nhiều nhất trên thế giới. Tính đến năm 2004, Merlot được ước tính là giống được trồng nhiều thứ ba ở mức 260.000 ha (640.000 mẫu Anh) trên toàn cầu. Diện tích trồng Merlot đã tiếp tục tăng, với 266.000 ha (660.000 mẫu Anh) vào năm 2015.